# دائرة القضاء (أبو ظبي)
دائرة القضاء في أبوظبي (بالإنجليزية: Abu Dhabi Judicial Department) هي الجهة الحكومية المسؤولة عن إدارة نظام العدالة المحلي في إمارة أبو ظبي. تقوم الدائرة بتشغيل المحاكم المختلفة، بما في ذلك محاكم الدرجة الأولى والاستئناف، إضافة إلى محكمة أبوظبي للنقض. كما تُدير مكتب الادعاء العام المستقل وقوة تنفيذ الأحكام.    

## نبذة
أُسست دائرة القضاء في أبوظبي بموجب القانون رقم (23) لسنة 2006 في إطار إعادة هيكلة النظام القضائي للإمارة. تحت قيادة الشيخ منصور بن زايد آل نهيان.  حيثُ سعت الدائرة منذ إنشائها إلى إنشاء نظام قضائي يتسم بالدقة والسرعة في تنفيذ الإجراءات القضائية، بهدف تحقيق العدالة في الأحكام.  

## اتفاقيات
وقعت دائرة القضاء في أبوظبي ومحاكم سوق أبوظبي العالمي مذكرة تفاهم تهدف إلى التنفيذ المتبادل للأحكام والقرارات والأوامر وقرارات التحكيم المُعترف بها، وتوفر هذه المذكرة للمجتمع التجاري والمستثمرين إرشادات حول كيفية تنفيذ الأحكام والقرارات والأوامر وقرارات التحكيم في النظام القضائي للإمارة، وهي تأتي بعد توقيع أول مذكرة تفاهم بين الجانبين في أبريل 2016.